# Piriqueta emasensis
Piriqueta emasensis är en passionsblomsväxtart som beskrevs av Arbo. Piriqueta emasensis ingår i släktet Piriqueta och familjen passionsblomsväxter. Inga underarter finns listade i Catalogue of Life.